# 普特里·库苏马·瓦尔达尼
普特里·库苏马·瓦尔达尼（2002年7月20日—），印尼女子羽毛球運動員，隸屬雅加达Exist俱樂部。

## 羽球生涯
2018年7月，普特里·库苏马·瓦尔达尼代表印尼参加本国举办的亚洲青年羽毛球錦標賽，助印尼队赢得混合團體季军。同年11月，她代表印尼参加加拿大萬錦市举办的世界青年羽毛球錦標賽，助印尼队赢得混团季军。同年12月，她出战孟加拉羽毛球國際挑戰賽，在女单决赛以0比2（18-21、19-21）不敌赛会头号种子、越南的阮翠玲，赢得國際挑戰賽女单亚军。

## 主要比賽成績
只列出曾進入準決賽的國際賽事成績：
| 年份   | 賽事                     | 公開賽級別 | 項目     | 成績   |
| ------ | ------------------------ | ---------- | -------- | ------ |
| 2018年 | 亚洲青年羽毛球錦標賽     | 其他       | 混合團體 | 季軍   |
| 2018年 | 世界青年羽毛球錦標賽     | 其他       | 混合團體 | 季軍   |
| 2018年 | 孟加拉羽毛球國際挑戰賽   | 國際挑戰賽 | 女子單打 | 亞軍   |
| 2019年 | 亞洲青年羽毛球錦標賽     | 其他       | 混合團體 | 亚军   |
| 2019年 | 世界青年羽毛球錦標賽     | 其他       | 混合團體 | 冠軍   |
| 2021年 | 西班牙羽毛球大師賽       | 超級300賽  | 女子單打 | 冠軍   |
| 2021年 | 捷克羽毛球公開賽         | 國際系列賽 | 女子單打 | 冠軍   |
| 2021年 | 孟加拉羽毛球國際挑戰賽   | 國際挑戰賽 | 女子單打 | 冠軍   |
| 2022年 | 亞洲羽毛球團體錦標賽     | 其他       | 女子團體 | 冠軍   |
| 2022年 | 奧爾良羽毛球大師賽       | 超級100賽  | 女子單打 | 冠軍   |
| 2022年 | 東南亞運動會羽毛球比賽   | 其他       | 女子團體 | 銀牌   |
| 2022年 | 東南亞運動會羽毛球比賽   | 其他       | 女子單打 | 銅牌   |
| 2024年 | 亞洲羽毛球團體錦標賽     | 其他       | 女子團體 | 季軍   |
| 2024年 | 台北羽球公開賽           | 超級300賽  | 女子單打 | 亞軍   |
| 2024年 | 香港羽毛球公開賽         | 超級500賽  | 女子單打 | 亞軍   |
| 2024年 | 丹麥羽毛球公開賽         | 超級750賽  | 女子單打 | 準決賽 |
| 2024年 | 韓國羽毛球大師賽         | 超級300賽  | 女子單打 | 冠軍   |
| 2025年 | 泰國羽毛球大師賽         | 超級300賽  | 女子單打 | 準決賽 |
| 2025年 | 亞洲羽毛球混合團体錦標賽 | 其他       | 混合團体 | 冠軍   |
| 2025年 | 瑞士羽毛球公開賽         | 超級300賽  | 女子單打 | 準決賽 |
| 2025年 | 蘇迪曼盃                 | 其他       | 混合團体 | 季軍   |

| 2018-2026年 | 總決賽 | 超級1000賽 | 超級750賽 | 超級500賽 | 超級300賽 | 超級100賽 | 國際挑戰賽 | 國際系列賽 | 未來系列賽 | 其他 |

### 奧運會和世錦賽參賽紀錄
|          | 2022 | 2023 |
| -------- | ---- | ---- |
| 女子單打 | 64強 | 32強 |

## 主要對賽紀錄
普特里·庫蘇馬·瓦爾達尼與主要對手的對賽成績如下（只列出對賽三次或以上對手，僅包括影響世界排名積分的賽事，截至2025年3月6日）：
| 對手              | 對賽次數 | 對賽結果 | 對賽結果 | 總計 |
| 對手              | 對賽次數 | 勝       | 負       | 總計 |
| ----------------- | -------- | -------- | -------- | ---- |
| 宋碩芸            | 6        | 4        | 2        | +2   |
| 李美妙            | 6        | 0        | 6        | -6   |
| 谭莲妮            | 4        | 4        | 0        | +4   |
| 波恩皮查·乔伊凯旺 | 4        | 4        | 0        | +4   |
| 萊恩·杰克斯菲德   | 4        | 2        | 2        | 0    |
| 邱品蒨            | 3        | 2        | 1        | +1   |
| 沈有振            | 3        | 1        | 2        | -1   |

## 外部連結
- 普特里·库苏马·瓦尔达尼在世界羽球聯盟的登錄資料